# Андерссон, Давид (футболист)
Давид Детлоф Андерссон (швед. David Detlof Andersson; род. 16 сентября 2003) — шведский футболист, вратарь «Норрчёпинга».

## Клубная карьера
Является воспитанником «Юрсхольма», откуда перешёл в молодёжную команду «Норрчёпинга». Сезон 2023 года провёл в фарм-клубе — «Сюльвии». В её составе впервые сыграл 1 апреля в матче со «Стокгольм Интернасионале», появившись в стартовом составе. На следующий день в качестве резервного вратаря попал в заявку «Норрчёпинга» на матч Алльсвенскана против «Сириуса». Всего в сезоне провёл 30 матчей в первом дивизионе. По окончании сезона подписал с «Норрчёпингом» первый профессиональный контракт, рассчитанный на два года.
В сезоне 2024 года провёл все матчи чемпионата на скамейке запасных, но на поле не выходил. Первую игру за клуб провёл 21 августа в матче второго раунда кубка страны против «Питео». Вместе с командой дошёл до полуфинала турнира, где во встрече с «Хеккеном» вышел в стартовом составе и пропустил три мяча.

## Клубная статистика
| Выступление      | Выступление      | Выступление      | Лига | Лига | Кубки | Кубки | Конт. кубки | Конт. кубки | Итого | Итого |
| Клуб             | Лига             | Сезон            | Игры | Голы | Игры  | Голы  | Игры        | Голы        | Игры  | Голы  |
| ---------------- | ---------------- | ---------------- | ---- | ---- | ----- | ----- | ----------- | ----------- | ----- | ----- |
| Сюльвия          | Дивизион 1       | 2023             | 30   | -54  | 0     | 0     | 0           | 0           | 30    | -54   |
| Сюльвия          | Дивизион 2       | 2024             | 2    | -1   | 0     | 0     | 0           | 0           | 2     | -1    |
| Сюльвия          | Итого            | Итого            | 32   | -55  | 0     | 0     | 0           | 0           | 32    | -55   |
| Норрчёпинг       | Алльсвенскан     | 2024             | 0    | 0    | 1     | -1    | 0           | 0           | 1     | -1    |
| Норрчёпинг       | Алльсвенскан     | 2025             | 0    | 0    | 5     | -7    | 0           | 0           | 5     | -7    |
| Норрчёпинг       | Итого            | Итого            | 0    | 0    | 6     | -8    | 0           | 0           | 6     | -8    |
| Всего за карьеру | Всего за карьеру | Всего за карьеру | 32   | -55  | 6     | -8    | 0           | 0           | 38    | -63   |